# Ostredok (Tatry)
Ostredok (słow. Ostredok) – szczyt w słowackich Tatrach Zachodnich w bocznym grzbiecie Otargańców oddzielającym Dolinę Raczkową od Doliny Jamnickiej. Ostredok jest pierwszym od południa wzniesieniem w tej grani. Ma dwa wierzchołki: 1674 m n.p.m. (pierwszy od południa) i 1714 m n.p.m. Nazywane są często Małymi Otargańcami. Ich szczyty są skaliste, zbudowane ze skał krystalicznych (granodioryty rohackie), zbocza są strome i w górnej części skalisto-trawiaste porośnięte kosówką. Grań po północnej stronie wyższego ze szczytów rozcięta jest na długości ok. 100 m rowem grzbietowym.
Z Ostredoka i całej grani Otargańców rozległe widoki na Barańce, Smrek, Rohacze i grań Bystrej. Szlak prowadzący granią Otargańców nie sprawia trudności technicznych, jest jednak dość wyczerpujący ze względu na dużą liczbę podejść (suma wzniesień 1440 m).

## Szlaki turystyczne
– niebieski szlak z autokempingu Raczkowa dnem Doliny Wąskiej na Niżnią Łąkę, potem zielony biegnący granią Otargańców.
- Czas przejścia z autokempingu na Niżnią Łąkę: 30 min w obie strony
- Czas przejścia z Niżniej Łąki na Jarząbczy Wierch: 4:10 h, ↓ 3:15 h.